# OnePlus
OnePlus (深圳市萬普拉斯科技有限公司S) è un'azienda cinese di elettronica di consumo di proprietà di Oppo. Venne fondata il 17 dicembre 2013 da Pete Lau, precedentemente vicepresidente di Oppo. La sede centrale si trova a Shenzhen.

## Prodotti

### Smartphone
OnePlus ha 2 linee di smartphone: la Serie Flagship di modelli di gamma alta e la Serie Nord di modelli di gamma media. I dispositivi dell'azienda utilizzano il sistema operativo Android prodotto da Google, con una personalizzazione chiamata OxygenOS o ColorOS (solo in Cina). OnePlus ha anche prodotto alcuni smartphone non appartenenti a queste 2 linee.
Al 2023 sono stati prodotti i seguenti smartphone:

#### LineaOnePlus
- OnePlus One (2014)
- OnePlus 2 (2015)
- OnePlus X (2015)
- OnePlus 3 (2016)
- OnePlus 3T (2016)
- OnePlus 5 (2017)
- OnePlus 5T (2017)
- OnePlus 6 (2018)
- OnePlus 6T (2018)
- OnePlus 7 e OnePlus 7 Pro (2019)
- OnePlus 7T e OnePlus 7T Pro (2019)
- OnePlus 8 e OnePlus 8 Pro (2020)
- OnePlus 8T (2020)
- OnePlus 9, OnePlus 9 Pro e OnePlus 9R (2021)
- OnePlus 10 Pro e OnePlus 10R (2022)
- OnePlus 10T (2022)
- OnePlus 11 e OnePlus 11R (2023)
- OnePlus 12 e OnePlus 12R (2024)
- OnePlus 13 e OnePlus 13R (2024 e 2025)

#### LineaNord
- Oneplus Nord (2020)
- OnePlus Nord N10 5G e OnePlus Nord N100 (2020)
- OnePlus Nord CE e OnePlus Nord N200 5G (2021)
- OnePlus Nord 2 5G (2021)
- OnePlus Nord N20 5G (2022)
- OnePlus Nord CE 2 e OnePlus Nord CE 2 Lite (2022)
- OnePlus Nord N300 5G (2022)
- OnePlus Nord N30 5G (2023)
- OnePlus Nord 3 5G (2023)
- OnePlus Nord CE 3 5G e OnePlus Nord CE 3 Lite 5G (2023)
- OnePlus Nord 4 5G (2024)
- OnePlus Nord CE 4 Lite 5G (2024)

#### OnePlus One

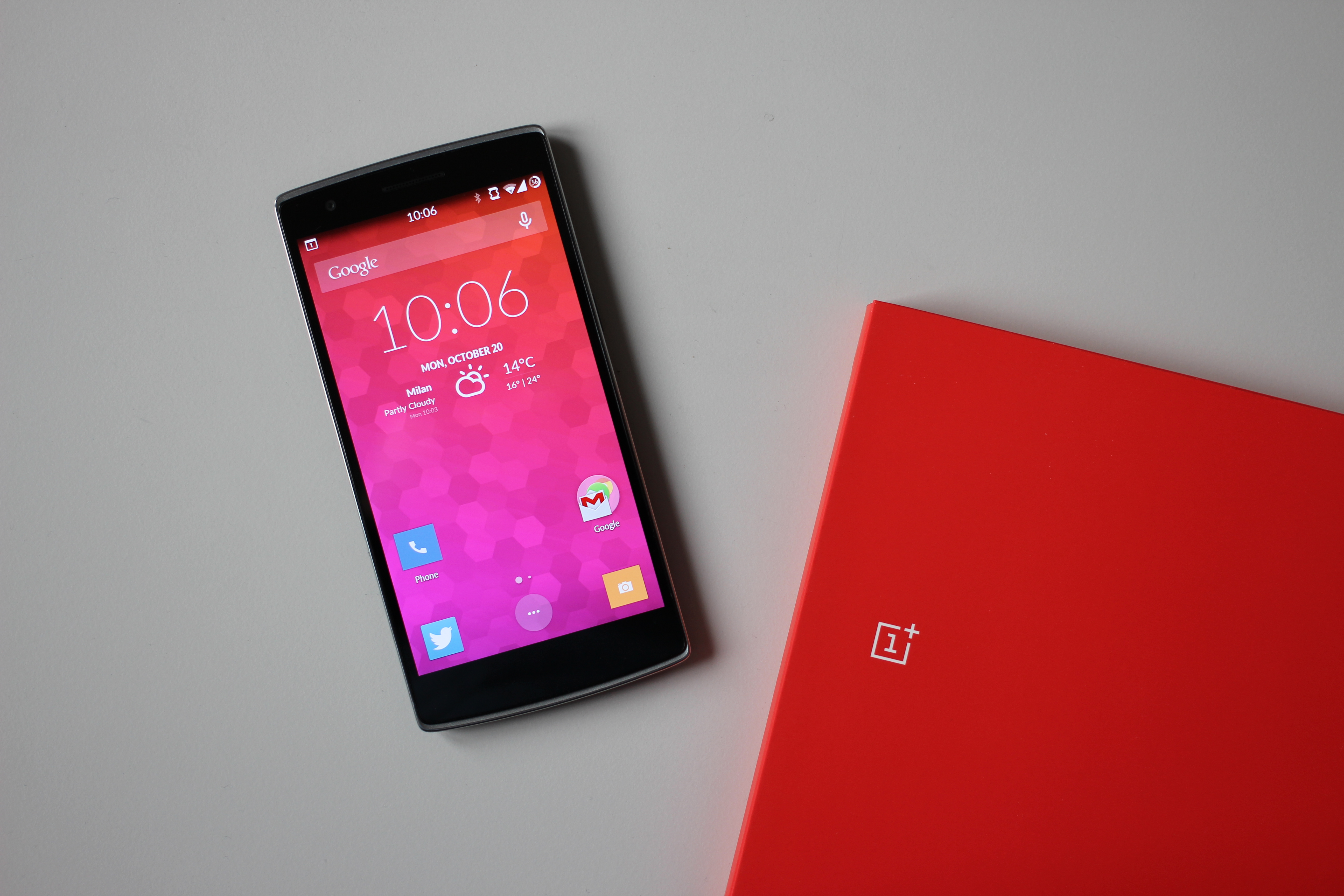
OnePlus One.

OnePlus One è il primo smartphone creato dall'azienda, presentato il 23 aprile 2014 e pubblicizzato come il "Flagship Killer del 2014", dato che aveva specifiche tecniche paragonabili a quelle degli smartphone top di gamma, ma al prezzo di listino relativamente basso. È stato lanciato inizialmente solo tramite inviti reperibili su Internet per contenere la produzione dello smartphone.
Le caratteristiche più importanti sono la presenza della CyanogenMod11S, il processore quad-core Qualcomm Snapdragon 801 che opera a una frequenza massima di 2,5 GHz, la connettività 4G, la GPU Qualcomm Adreno 330 e 3 GB di RAM.

#### OnePlus 2

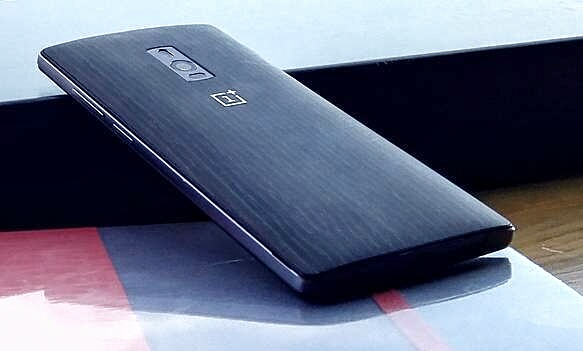
Retro di un OnePlus 2.

OnePlus 2 è il secondo smartphone dell'azienda di Pete Lau, disponibile ufficialmente dall'11 agosto 2015. Anch'esso con la possibilità di acquisto tramite inviti reperibili su Internet. OnePlus ha scelto di mantenere la stessa filosofia dei suoi smartphone, ovvero un top di gamma con prezzo contenuto, dando così vita a quello che venne pubblicizzato come il "2016 Flagship Killer". Le caratteristiche più importanti sono la presenza del criticato processore octa-core nella configurazione big.LITTLE Qualcomm Snapdragon 810 che opera a una frequenza massima di 1,8 GHz, supporto al dual-SIM con connettività 4G, la GPU Qualcomm Adreno 430, sensore biometrico per le impronte digitali, switch fisico a 3 scatti sul lato sinistro per controllare se non ricevere nessuna notifica, se ricevere solo quelle con priorità o se riceverle tutte, fotocamera da 13 MP a 6 lenti con stabilizzatore ottico delle immagini e sensore laser per l'autofocus. OnePlus 2 viene distribuito in due versioni: 16 GB di ROM con 3 GB di RAM e 64 GB di ROM con 4 GB di RAM LPDDR4 (quest'ultima al prezzo di listino di 399€).

#### OnePlus X

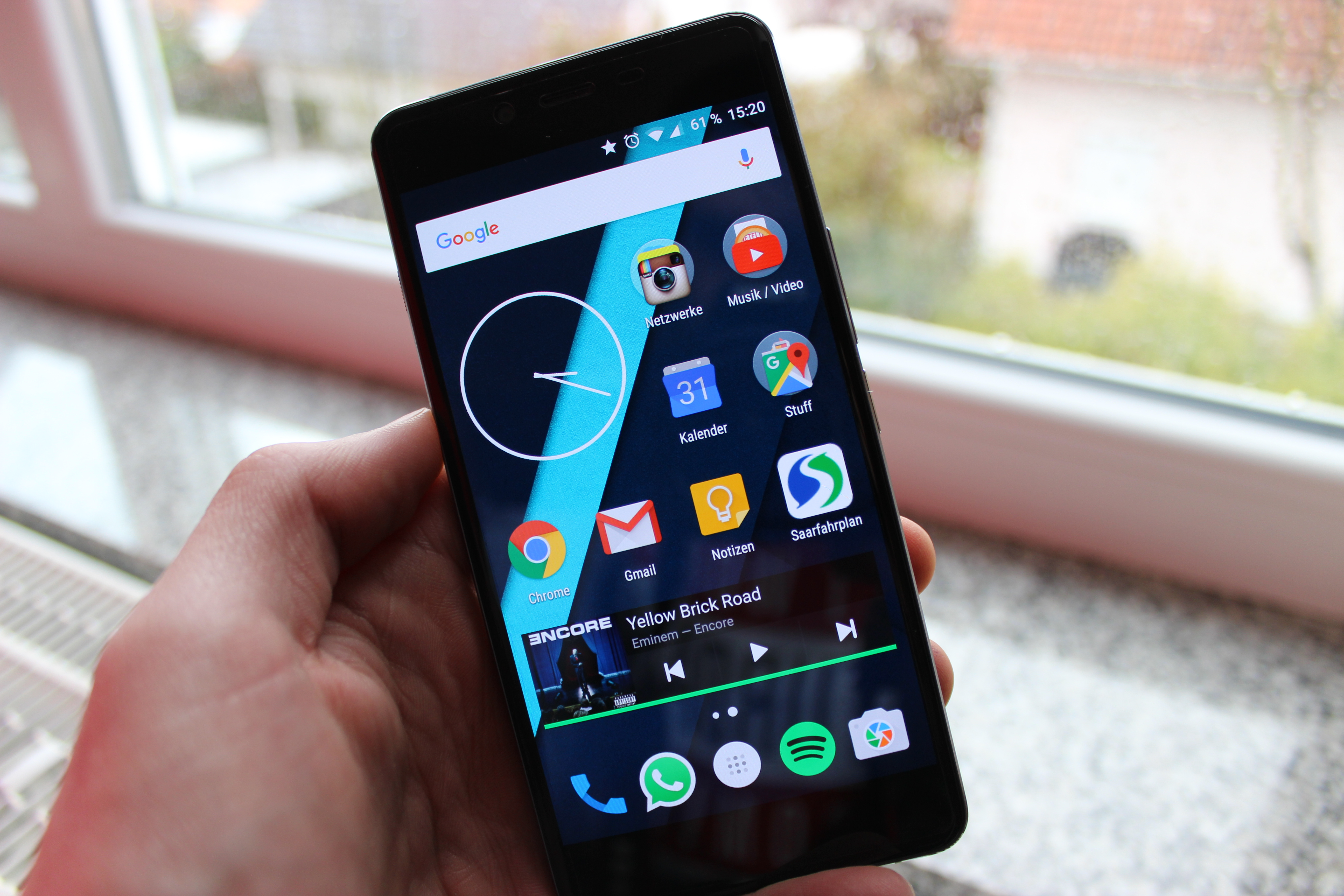
Il OnePlus X

OnePlus X è il terzo smartphone OnePlus, un entry-level alla gamma OnePlus prodotto in due versioni: una in onice e acciaio e l'altra in ceramica e acciaio.
A partire dal 28 gennaio 2016 l'acquisto è diventato libero senza la necessità di invito.
Le caratteristiche principali sono il processore Qualcomm Snapdragon 801 con CPU quad-core da 2,3 GHz, GPU Qualcomm Adreno 330, display OLED da 5", RAM LPDDR3 3 GB, eMMC v5.0 da 16 GB (archiviazione espandibile fino a 128 GB), fotocamera posteriore da 13 MP e anteriore da 8 MP.
Inoltre è stata realizzata in soli 10.000 esemplari una particolare versione in ceramica, altamente resistente e particolare che necessita una lavorazione di 25 giorni per essere realizzata, con le stesse caratteristiche hardware della versione classica (onice) seppure con un peso superiore (168 grammi).

#### OnePlus 3

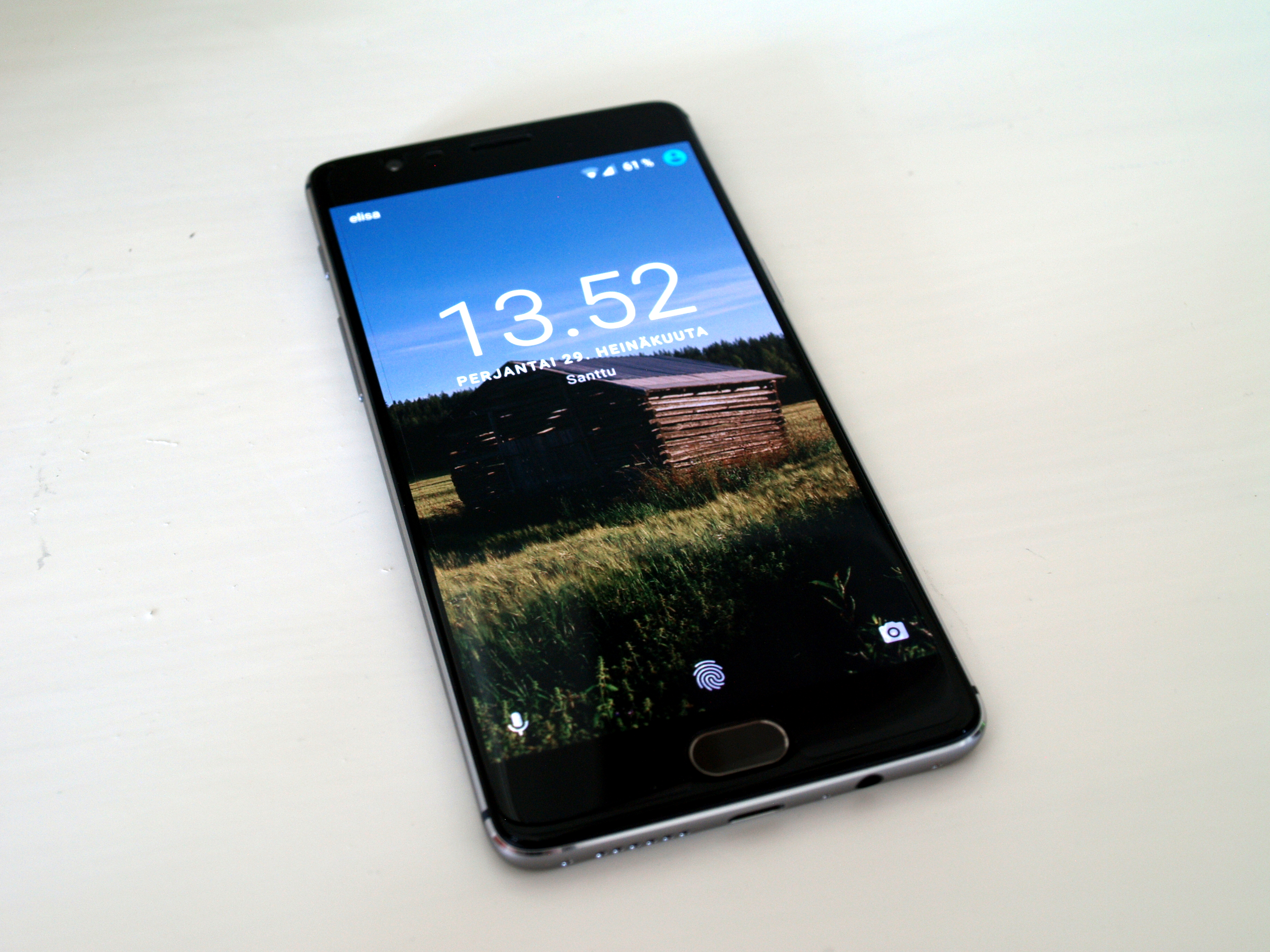
OnePlus 3.

OnePlus 3 è il quarto terminale della casa cinese è stato pubblicato il 14 giugno 2016. A differenza dei precedenti casi non è necessario nessun invito, ma l'acquisto è libero sul sito del produttore.
Il dispositivo si presenta con un display AMOLED da 5,5" (401 ppi), corpo in metallo, 6 GB di RAM, processore Snapdragon 820, GPU Adreno 530 e fotocamera posteriore da 16 MP e anteriore da 8 MP. Viene presentato nell'unica variante da 64 GB di memoria interna non espandibile.

#### OnePlus 3T

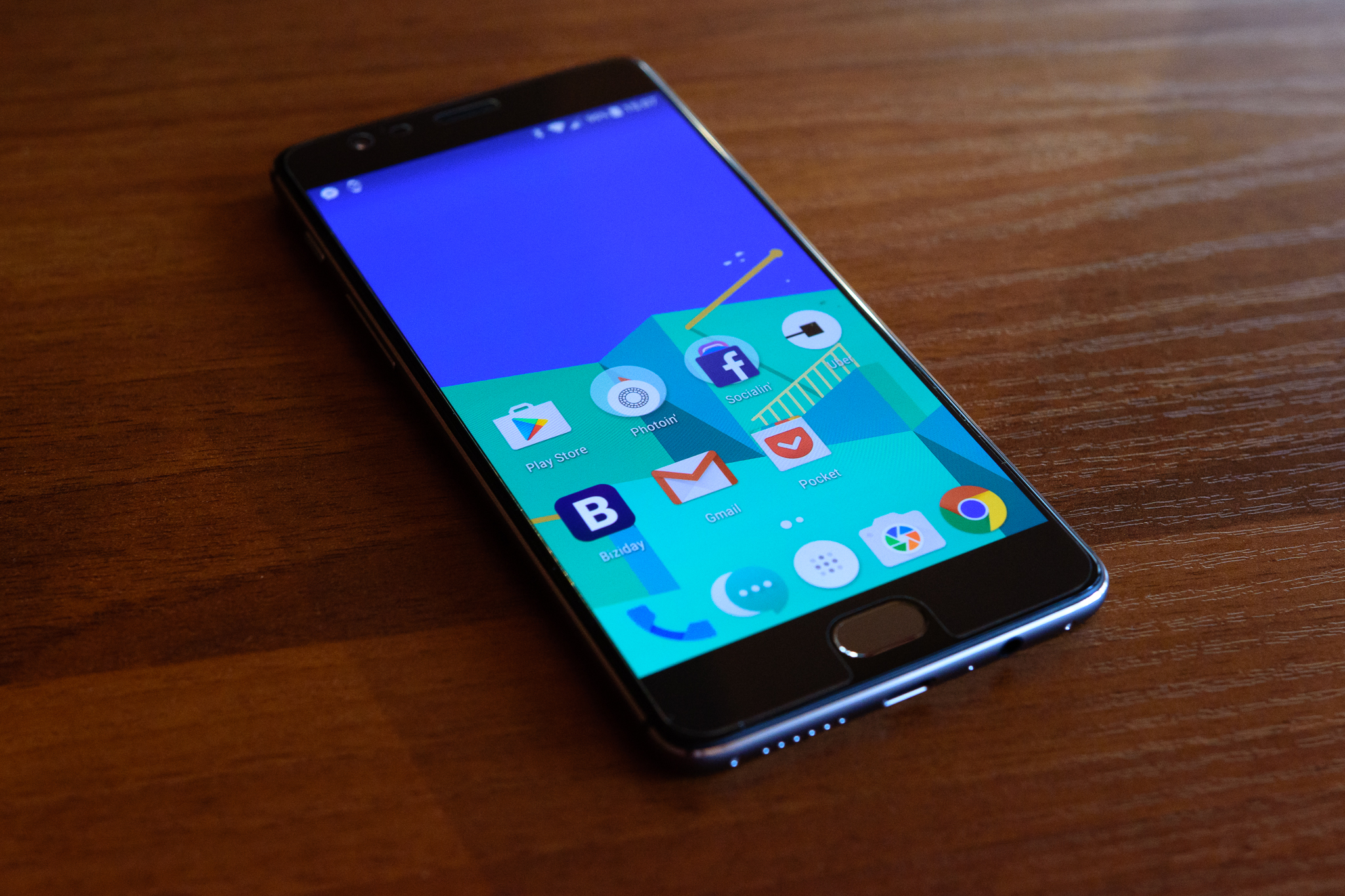
OnePlus 3T.

Il 15 novembre 2016 viene annunciato il OnePlus 3T, aggiornamento del 3 che ne migliora le caratteristiche hardware, ma non estetiche. A partire dal processore, ora uno Snapdragon 821.
Aumentate anche la capienza della batteria (3400 mAh) e la risoluzione della fotocamera anteriore, ora da 16 MP. OnePlus 3T è basato su Android 6.0.1 Marshmallow con l'interfaccia utente OxygenOS 3.5.1. Il OnePlus 3T viene venduto nella versione da 64 GB e in quella da 128 GB, con memoria non espandibile.

#### OnePlus 5

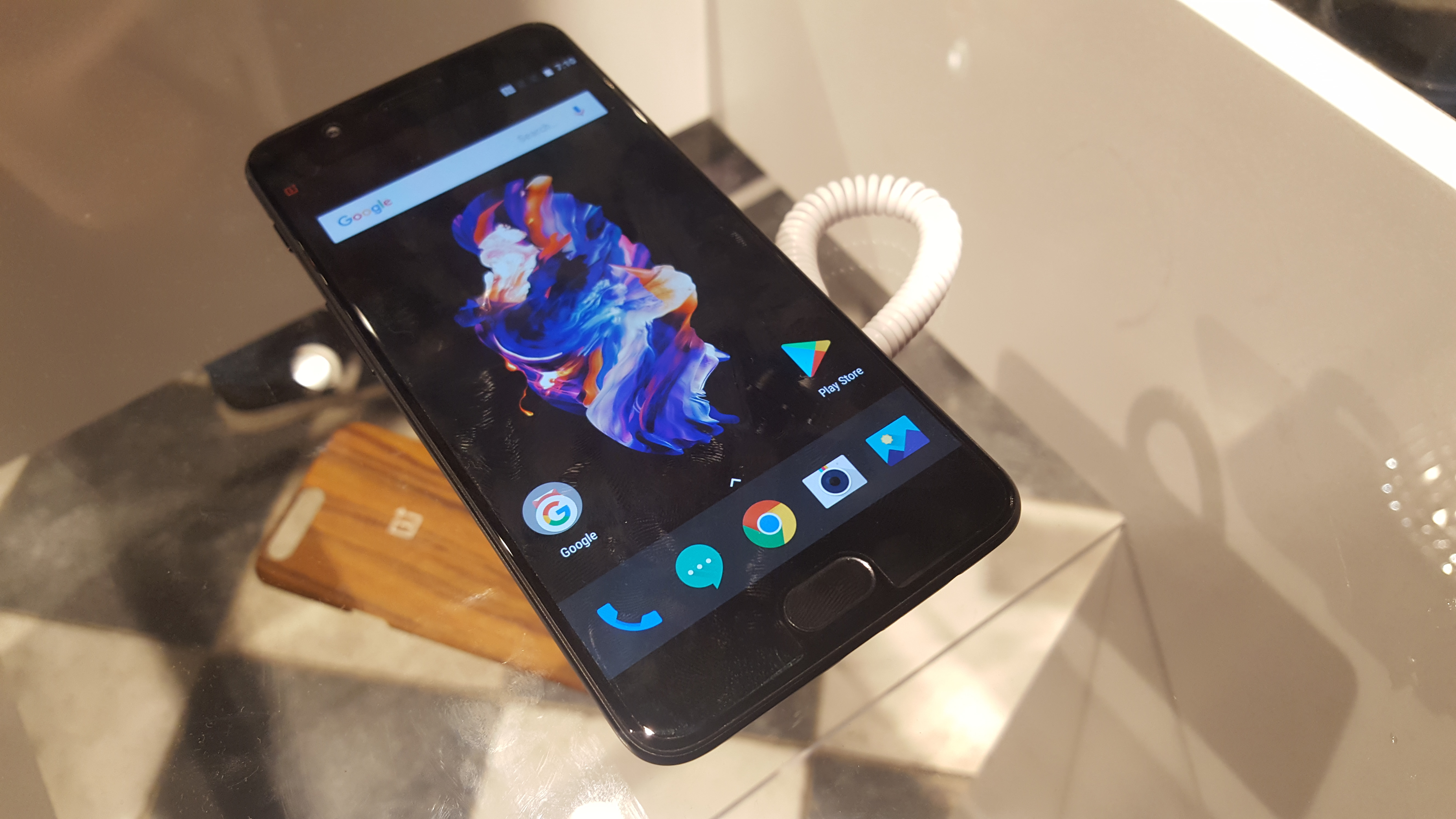
OnePlus 5 con schermo AMOLED

Il 20 giugno 2017 è stato presentato il OnePlus 5. L'azienda cinese decide di scartare il 4 nella numerazione (poiché nei paesi orientali il 4 è sinonimo di sfortuna) ma aggiorna in ogni aspetto il dispositivo. Il design mantiene sul frontale un vetro Gorilla Glass 5 con curvatura 2.5D ai bordi e il sensore di impronte in ceramica. Sul retro il dispositivo è caratterizzato da un design molto simile a iPhone 7 Plus e Oppo R11. Il processore è lo Snapdragon 835, il display resta lo stesso del 3T, quindi un AMOLED Full HD ma cambia la matrice in Pentile. La capacità della batteria scende a 3.300 mAh. Rimane il sistema di ricarica rapida Dash Charge.
Per quanto riguarda le fotocamere, viene introdotta la doppia fotocamera posteriore: troviamo un sensore Sony IMX 398 da 16 MP AF con apertura di f/1.7 senza OIS ma con l'EIS (arrivato in seguito a un aggiornamento software) e un sensore da 20 MP f/2.6. La combinazione permette di effettuare uno zoom 1,6x ottico e 0,4x digitale senza perdita di qualità. La fotocamera anteriore monta invece un sensore Sony IMX371 da 16 MP con FF, EIS e apertura di f/2.0.
I tagli di memoria sono da 64 e da 128 GB di UFS 2.1 a doppia corsia, non espandibili.
Il software è OxygenOS 4.5 basato su Android 7.1.1 Nougat.

#### OnePlus 5T

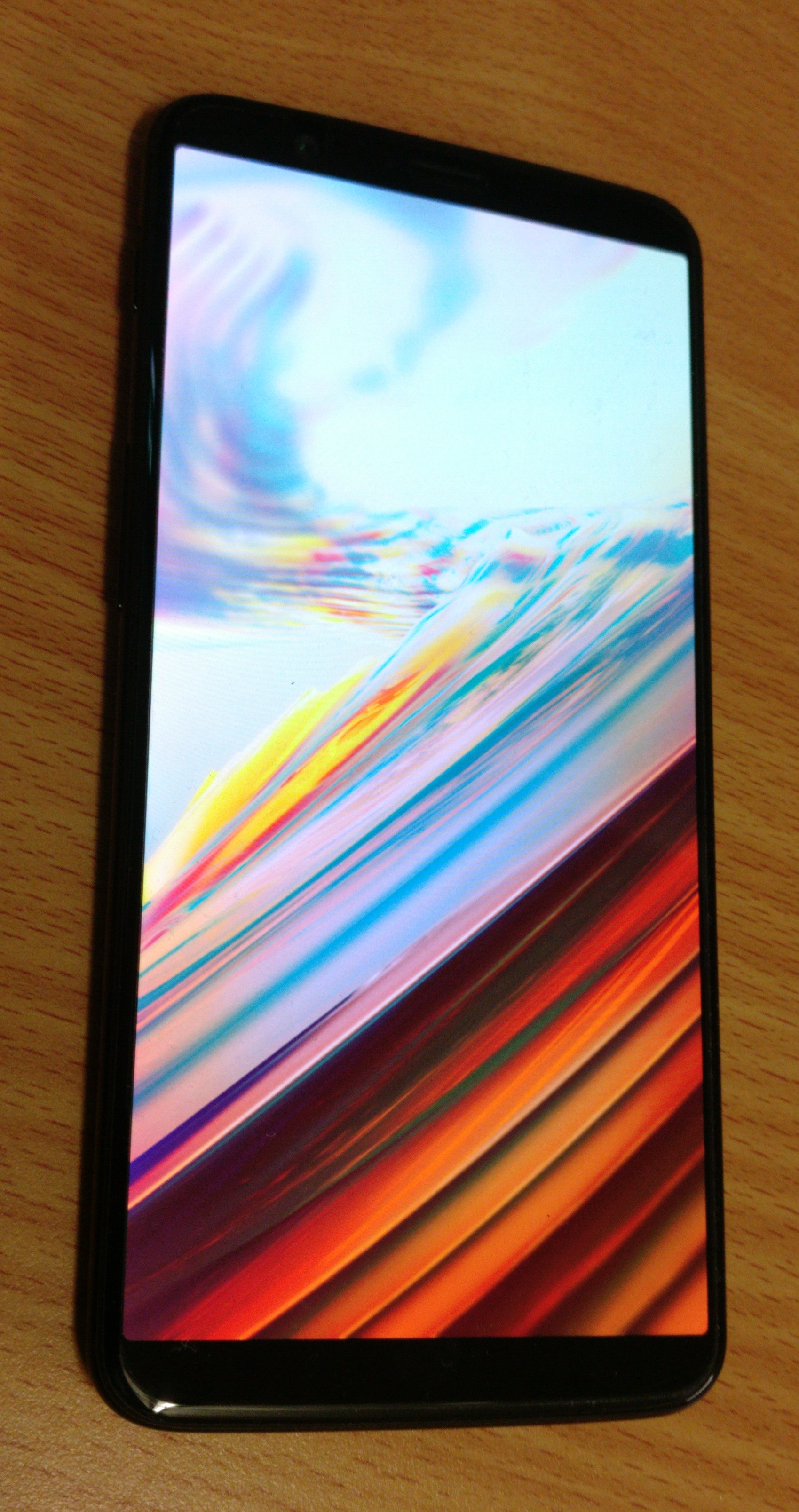
Oneplus 5T.

Il 16 novembre 2017 è stato presentato il OnePlus 5T. Come ormai tradizione vuole, a 6 mesi dal lancio del 5, esce la versione T, ma a differenza dello scorso anno dove 3T portò notevoli migliorie sotto "il cofano", quest'anno è stato il design il protagonista del cambiamento.
Le componenti hardware sono identiche al predecessore: Snapdragon 835, Adreno 540, 6/8 GB di RAM, 64/128 GB di memoria interna. Il sensore principale resta sempre un Sony IMX398 da 16 megapixel con stabilizzatore digitale, apertura f/1.7 e focale da 27,22 mm. Come fotocamera secondaria non c'è più un teleobiettivo ma una con sensore Sony IMX376K sempre da 20 megapixel con la stessa apertura focale del sensore principale.
Il display si adatta all'aspect ratio 18:9 con risoluzione Full HD+ a 401 ppi.
A livello software il dispositivo viene presentato con Android 7.1.1 Nougat e OxygenOS 4.7 a bordo, viene inoltre introdotto lo sblocco col viso.

#### OnePlus 6

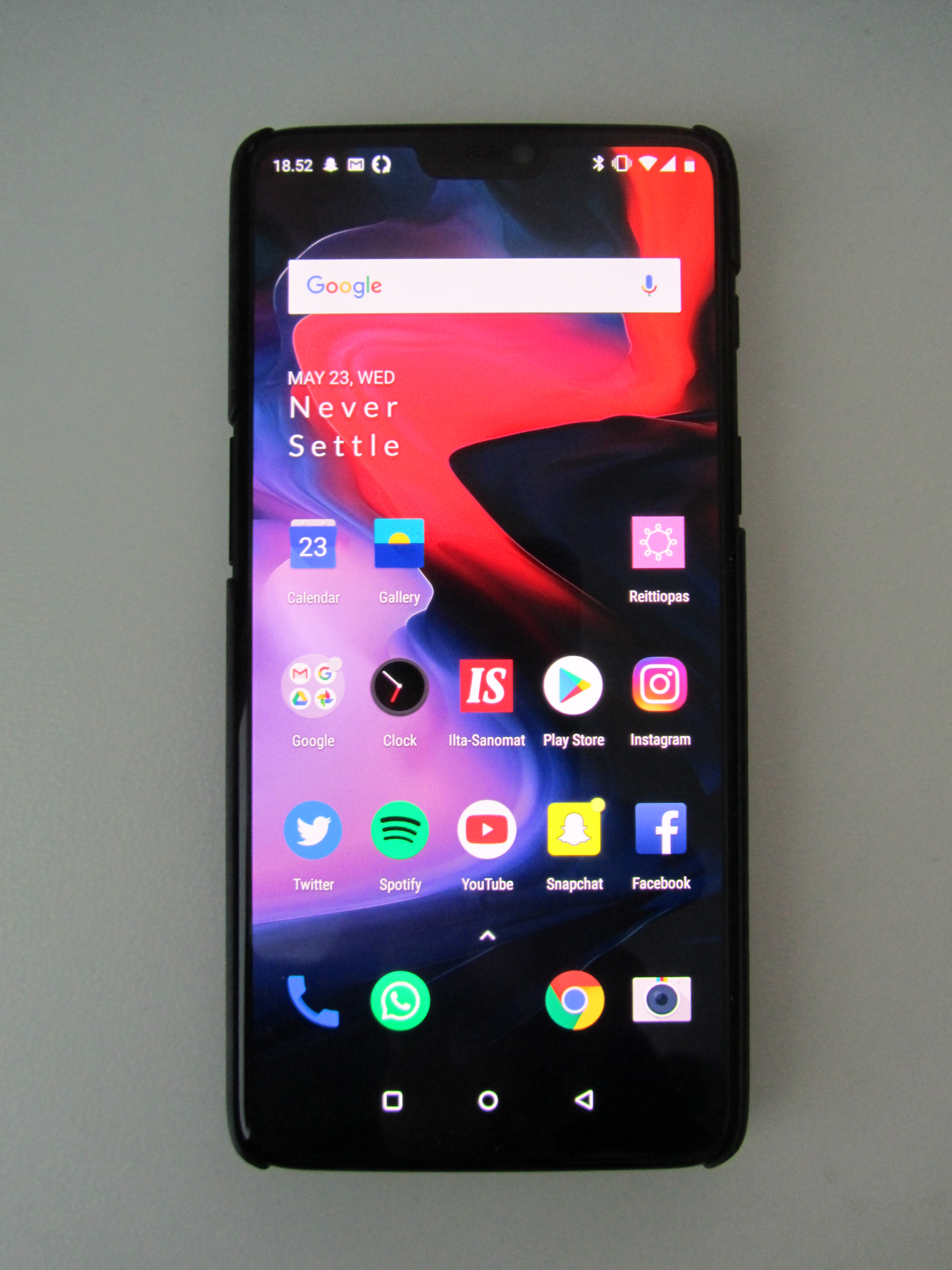
Frontale del OnePlus 6

Il 16 maggio 2018 è stato presentato il Oneplus 6, a 6 mesi dal lancio del Oneplus 5T. Il dispositivo presenta, a differenza del 5T un display da 6,28 pollici Full HD+ in rapporto di forma 19:9 con tacca sulla parte superiore. È stato cambiato il materiale della back cover, passando dal metallo dei precedenti modelli, al vetro, tuttavia non è stata inserita la ricarica wireless.
Il 16 maggio 2018 è stato presentato il Oneplus 6, a 6 mesi dal lancio del Oneplus 5T. Il dispositivo presenta, a differenza del 5T un display da 6,28 pollici Full HD+ in rapporto di forma 19:9 con tacca sulla parte superiore. È stato cambiato il materiale della back cover, passando dal metallo dei precedenti modelli, al vetro, tuttavia non è stata inserita la ricarica wireless.
Le componenti hardware sono: Qualcomm Snapdragon 845 Octa-core, 10 nm, fino a 2,8 GHz, RAM da 6 - 8 GB LPDDR4X, memoria interna da 64 - 128 - 256 GB UFS 2.1, fotocamere posteriori da 16 MP f/1.7 OIS - EIS + 20 MP f/1.7, frontale da 16 MP f/2.0 EIS, batteria da 3300 mAh.
Il software presente al momento del lancio è Android 8.1 con interfaccia personalizzata OxygenOS 5.1.

#### OnePlus 6T
Il 29 ottobre 2018 è stato presentato il Oneplus 6T, 6 mesi dopo il lancio del Oneplus 6. Quest'anno, il design e l'innovazione sono le principali novità di questo smartphone.
Le componenti hardware sono simili al suo predecessore, con alcune modifiche: Qualcomm Snapdragon 845 Octa-core, 10 nm, fino a 2,8 GHz, ram da 6 a 8 GB LPDDR4X, memoria interna da 128 e 256 GB UFS 2.1, fotocamere posteriori da 16 MP f/1.7 OIS - EIS + 20 MP f/1.7, frontale da 16 MP f/2.0 EIS, batteria da 3700 mAh.
Il display, che ha un aspect ratio 19.5:9 e una risoluzione di 2340x1080 pixel con 402 ppi, è caratterizzato dalla sua tacca a forma di goccia nella parte superiore; mentre il sensore delle impronte digitali è stato spostato nella parte anteriore, sotto lo schermo, basato su un sensore ottico.

#### OnePlus 7 e OnePlus 7 Pro
Oneplus 7 e 7 Pro sono stati messi sul mercato il 14 Maggio 2019 contemporaneamente a Bangalore, New York e Londra; le vendite sono iniziate il 17 Maggio. Sono stati i primi telefoni a essere dotati di una memoria UFS 3.0. Il loro processore è lo Snapdragon 855, mentre la loro GPU è l'Adreno 640. Come il precedente 6T, sono stati muniti di un lettore di impronte digitali sotto al display. La fotocamera frontale è un sensore da 16 MP, mentre le tre posteriori sono: una da 48 MP (sensore principale), una da 8 MP (zoom) e una da 16 MP (grandangolare). Il sistema operativo originale è Android 9 Pie con interfaccia personalizzata OxygenOS 9.5.0.

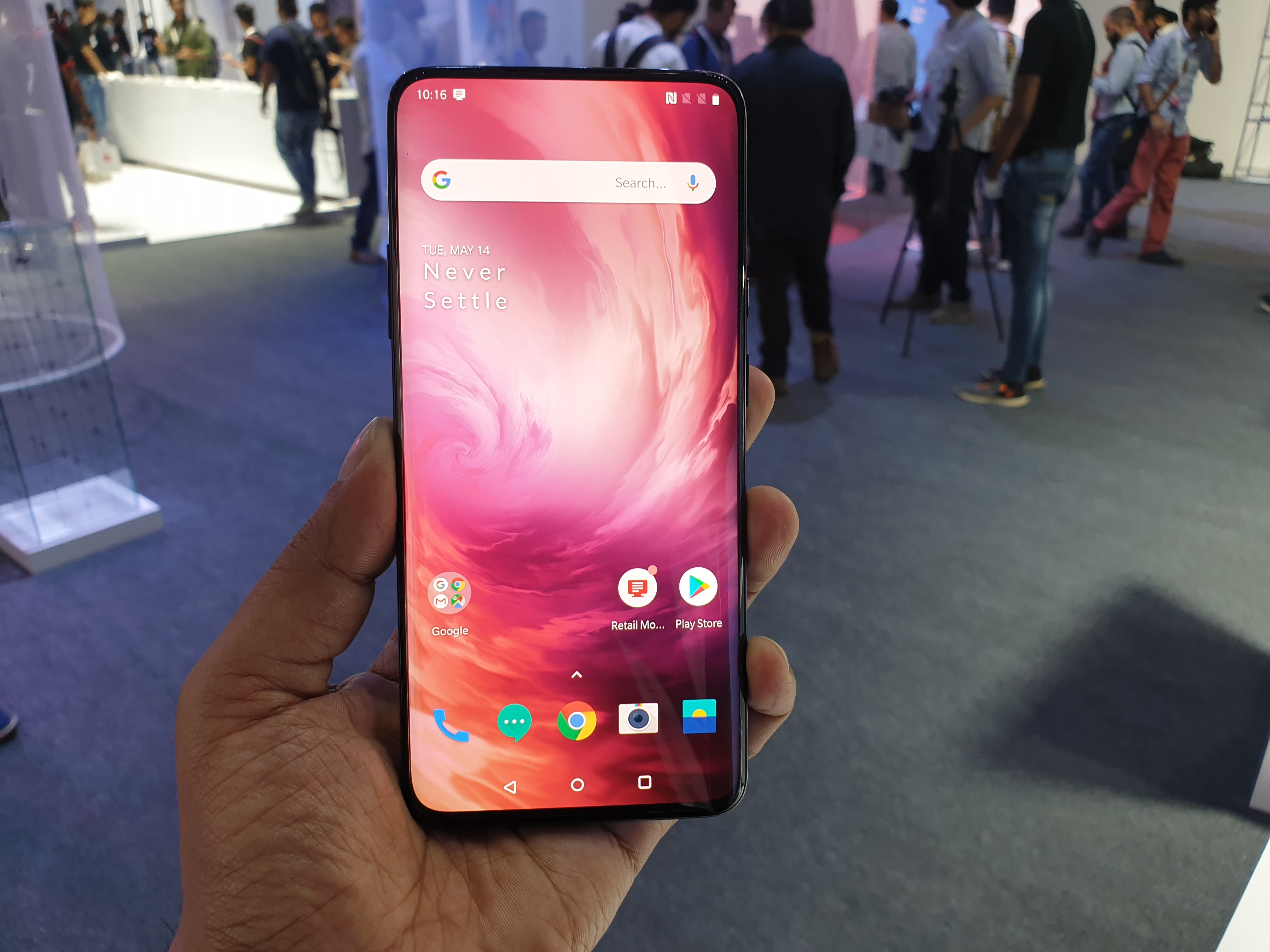
Il 7 Pro con il display borderless da 6,67"

Il display del modello più costoso è un Amoled da 6.67" curvo, con screen ratio pari a 19.5:9, risoluzione 3120×1440 e refresh rate di 90 Hz. È disponibile in tre varianti: 6+128, 8+128, 8+256. Ha una batteria da 4000 mAh non rimovibile ed è dotato della veloce ricarica Warp charge 30.
La versione più economica, Oneplus 7, lanciato contemporaneamente alla versione Pro, ha due colori: Grigio e Nebula blu (una versione col vetro posteriore satinato). È disponibile nelle stesse configurazioni del modello più costoso. È dotato di un display da 6.41" FHD+ Amoled. Le due fotocamere posteriori sono un sensore 48 MP Sony IMX 586 (quello principale) e uno da 5 MP (sensore di profondità). Non è stato venduto nel mercato Americano.

#### OnePlus 7T e OnePlus 7T Pro
Oneplus 7T è stato presentato ufficialmente a New Delhi il 26 Settembre 2019, ed è stato commercializzato il 28 Settembre. Oneplus 7T Pro è stato annunciato due settimane dopo. Questo modello presenta un nuovo screen ratio, passando dai 19.5:9 del modello precedente a 20:9. Ciò ha permesso di rendere il telefono più alto senza modificarne la larghezza. Inoltre, con questo modello c'è stata l'implementazione di uno schermo a 90 Hz anche nel modello più economico; la risoluzione è invece rimasta la stessa. È stata inoltre aggiunta un'ulteriore fotocamera che permette uno zoom 2x senza perdita di qualità nell'immagine.
Al contrario, il 7T Pro non ha avuto praticamente nessuna miglioria rilevante: le uniche degne di nota sono state una ricarica leggermente più veloce, un processore più veloce (Snapdragon 855+) e la camera pop-up è stata resa poco più silenziosa.
Entrambi i telefoni montano lo Snapdragon 855+ e lo stesso lettore di impronte digitali sotto al display disponibile nei modelli precedenti. Tuttavia, sono stati commercializzati entrambi in una sola variante: 8+128 per quello più economico e 8+256 per il Pro. In entrambi è stata migliorata leggermente la batteria ed è stata introdotta una nuova modalità Macro, che permette di immortalare soggetti fino a 2.5 cm di distanza.
I colori disponibili sono Glacier blue e Frosted silver per la variante economica, Haze blue per la variante Pro. Inoltre, è stata commercializzata anche la versione McLaren Edition per il Pro, che aumenta la RAM disponibile a 12 GB e offre dei dettagli estetici esclusivi, come il colore del vetro posteriore e una cover personalizzata.
Entrambi i telefoni hanno come sistema operativo originale la OxygenOs 10.0, basata su Android 10.

#### Concept One
Il 7 gennaio 2020 Oneplus ha reso pubblico il suo primo Concept phone durante il CES 2020. La sua particolarità è l'introduzione di un vetro elettrocromatico che permette di "nascondere" le fotocamere, rendendo trasparente il vetro posteriore all'occorrenza grazie all'uso di particelle organiche. Il resto del design è ispirato alla McLaren 720S, a causa di una back cover in pelle arancione che richiama evidentemente i colori e i materiali della nota casa automobilistica. È inoltre l'ultimo telefono realizzato in partnership con McLaren.

#### OnePlus 8 e 8 Pro
Oneplus 8 e 8 Pro sono stati annunciati il 14 Aprile 2020 e commercializzati il 21 Aprile in Europa e il 29 Aprile negli Stati Uniti. La versione Pro è stata la prima munita di ricarica wireless (Warp charge 30W) e di certificazione per l’impermeabilità IP68. La fotocamera, contrariamente ai precedenti modelli, è stata messa nel lato alto a sinistra del display per ottimizzare gli spazi e per permettere di ottenere la certificazione IP68. I display sono entrambi curvi (anche quello della variante economica, che fino a questo modello era rimasto piatto), Amoled e con supporto ad HDR10+. Le differenze sono presenti nello screen ratio (20:9 per la variante economica, 19.8:9 per l'altra) e nel refresh rate (120 Hz per la variante Pro e 90 Hz per l'altra). Inoltre, Oneplus 8 Pro è il primo display a essere stato commercializzato con un pannello a 10-bit, il che ha permesso di poter rappresentare oltre un miliardo di colori, al posto dei modelli precedenti a 8-bit.
Entrambi i telefoni sono dotati dello Snapdragon 865 e della Adreno 650 come GPU. Ci sono stati dei miglioramenti nella capacità della batteria, che è arrivata a 4300mAh sull'8 e a 4510 mAh sul Pro. Entrambi hanno gli stessi tagli di memoria disponibili, ovvero 8+128 o 8+256 con memoria UFS 3.0. La RAM tuttavia ha subito un notevole miglioramento, passando dalla LPDDR4X RAM alla LPDDR5 RAM (solo sulla variante Pro).
Per quanto riguarda le fotocamere, il modello base include 3 sensori: 48 MP per quello principale, 16 MP per il grandangolare e 2 MP per le Macro. Il vero salto di qualità è tuttavia presente nel modello di punta: sono presenti ben 4 fotocamere, ovvero quella principale da 48 MP, una da 48 MP per macro e grandangolari, una da 8 MP per lo zoom 3x e un sensore color filter da 5 MP per ottenere colori particolari. Riguardo a quest'ultimo si è recentemente sollevata una polemica: il sensore è in realtà ad infrarossi, e ciò gli permette di vedere attraverso a plastiche che consentono il passaggio di questi raggi, permettendo di conseguenza di vedere all'interno di questi oggetti. Ciò ha creato grande preoccupazione per la privacy degli utenti e, per questo motivo, Oneplus l'ha temporaneamente disabilitato il 19 Maggio con un aggiornamento in Cina. Per entrambi i modelli la fotocamera frontale è da 16 MP. Entrambi i telefoni possiedono un lettore di impronte digitali sotto al display e lo sblocco con il volto 2D.
Sono presenti dei colori esclusivi in base al modello: sono entrambi disponibili nei colori Onyx Black (liscio) e Glacial Green, ma il modello Pro ha il colore Ultramarine Blue e la versione base Polar Silver e Interstellar (liscio e di colore cangiante) in esclusiva. Entrambi sono stati messi in commercio con la OxygenOs 10.0.

#### OnePlus Nord
Il 30 Giugno 2020 OnePlus ha confermato il nome del suo prossimo modello di fascia media, OnePlus Nord. Questo telefono è stato pubblicizzato come un ritorno alle origini per Oneplus, che si è resa nota nel settore degli smartphone proprio grazie ai suoi prezzi molto competitivi rispetto alla concorrenza: secondo le dichiarazioni ufficiali, costerà meno di 500$. Sono disponibili 100 preordini il 1 e l'8 luglio, con una spesa di 20 euro che verranno rimborsati nel caso di acquisto dello smartphone, con in cambio accessori esclusivi e segreti e una confezione di vendita da collezione. Il 15 luglio invece i preordini dureranno l'intera giornata.

### Tablet
Linea di Tablet presentata per la prima volta il 7 febbraio 2023.
- OnePlus Pad (2023)
- OnePlus Pad Go (2023)